# Tribunal popular
Tribunal popular fue un programa de televisión, emitido por La 1 de Televisión española entre 1989 y 1991. Se emitía los lunes a las 21'10 horas.

## Formato
Estrenado en el circuito catalán de TVE el 17 de enero de 1989, exclusivamente para Cataluña, desde el 7 de agosto de 1989, pasó a emitirse en todo el territorio nacional.  Encuadrado en lo que se conoce como Court Show, el espacio recreaba semanalmente un juicio con su magistrado (encarnado por el periodista Xavier Foz), el fiscal (Javier Nart; Manuel Delgado en la inicial etapa catalana) y el abogado defensor (Ricardo Fernández Deu). Estos dos últimos, además de figuras mediáticas, profesionales del Derecho en la vida real. En cada programa se enjuiciaba una causa de lo más variopinto, desde el tabaco o la legalización de las drogas a los tacos o el machismo. Semanalmente, aparecían en el plató personajes relevantes de la escena cultural, social o artística de España así como profesionales anónimos expertos en la materia,  que ejercían de testigos en favor o en contra de la causa objeto del programa de turno. Finalmente, un jurado compuesto por diez ciudadanos anónimos declaraba al acusado inocente y culpable.

## Programas
Algunos de los temas abordados en el espacio, con mención de algunos de los invitados, fueron:
- Economía sumergida.
- Legalización de la droga (Fernando Savater)
- Conducción en España
- Machismo en España (Fernando Díaz-Plaja, Bertín Osborne)
- Astrología (Fernando Jiménez del Oso, Miguel Gila)
- Culto al cuerpo (José Luis Doreste, Montserrat Roig)
- Tabaquismo (Regina do Santos, Fernando Vizcaíno Casas, Alfonso Cabeza)
- Caza (José Luis de Vilallonga)
- Energía nuclear (Alejo Vidal-Quadras)
- Religiones (Enrique Miret Magdalena, Gustavo Bueno)
- Jesús Gil y Gil (el propio Gil y Gil, Javier Clemente)
- Matrimonio (Teresa Rabal, Joaquín Sabina)